# Moerashoningzwam
De moerashoningzwam (Armillaria ectypa) is een schimmel behorend tot de familie Physalacriaceae. Hij leeft saprotroof op veen, gewoonlijk tussen levend veenmos (Sphagnum) in matig voedselarme veenmosrietlanden.

## Kenmerken
Hoed
De hoed kan een diameter bereiken van maximaal 10 cm, is aanvankelijk bol en wordt met de jaren platter. Het midden van de hoed is fijn geschubd, donkerbruin van kleur en wordt in het midden soms dieper naarmate de leeftijd vordert. De rand van de hoed is lichter geelbruin, licht gebogen en vaak gegroefd, omdat de lamellaire structuur zichtbaar is door de dunne trama van de hoed. 
Lamellen
De lamellen zijn zeer smal en lopen langs de steel af. De kleur is aanvankelijk witachtig, maar naarmate ze ouder worden, krijgen ze een donkerdere, romige tot rozebruine kleur.
Steel
De steel, die dezelfde kleur heeft als de hoed, is tot 10 cm lang, cilindrisch en aan de basis licht knotsvormig. De soort vormt geen rhizomorfen. Zowel het mycelium als de vruchtlichamen zijn bioluminescerend, waarbij het licht straalt als een lampenkap en het helderst is bij de lamellen. 
Geur
Het vlees is zeer dun, geurloos, transparant als het nat is.
Sporenprint
De sporenprint is wit.

## Verspreiding
De moerashoningzwam is wijdverspreid in de noordelijke en bergachtige gebieden van Eurazië. In Europa is de schimmel aangetroffen in Oostenrijk, Zwitserland, Tsjechië, Denemarken, Zweden, Finland, Frankrijk, Duitsland, Polen, de Britse eilanden, Nederland, Rusland en Slowakije. In Azië is het aangetroffen in China, Japan en Turkije. In het gehele verspreidingsgebied komt hij zeldzaam voor.
In Nederland komt hij zeldzaam voor. Hij staat op de rode lijst in de categorie 'bedreigd'.